# Thomas Andersson
Thomas Olof Andersson (Katrineholm, 11 dicembre 1956) è un allenatore di calcio ed ex calciatore svedese, di ruolo attaccante.

## Carriera

### Calciatore
Andersson ha debuttato nell'IFK Norrköping nel 1977, ma la sua parentesi in biancoblu è stata condizionata da un infortunio al legamento crociato, occorsogli durante la Allsvenskan 1978.
Nel 1980 scende in seconda serie al Västerås SK, rimanendovi un anno. Nelle due stagioni seguenti rimane a giocare in seconda serie trasferendosi però al Vasalunds IF: qui ha richiamato l'attenzione su di sé anche al di fuori del paese, grazie alle 19 reti segnate in 20 partite giocate nel campionato 1982.
Nel gennaio 1983 si trasferisce in Germania Ovest, al Bochum. Debutta il 22 gennaio nel 3-1 sul Fortuna Düsseldorf, ma in totale colleziona solo cinque presenze senza mai segnare. In estate fa quindi ritorno al Vasalund.
Dal 1984 al 1987 ha militato nell'AIK. Nel 1985 è stato il miglior marcatore della sua squadra, con 8 gol in 13 partite. Nel campionato successivo in 12 partite non ha mai segnato, complici i problemi al ginocchio che hanno continuato a limitarlo, essendo stato più volte operato nel corso della carriera.
Ha concluso l'attività nel 1988, dopo un'ultima nuova parentesi da giocatore al Vasalund.

### Allenatore
Nel 2007 Andersson è entrato a far parte dello staff tecnico del Gefle, in qualità sia di vice allenatore della prima squadra, sia di allenatore delle formazioni giovanili.
Il 2 giugno 2016 è stato promosso a capo allenatore della prima squadra dopo l'esonero di Roger Sandberg, sollevato dall'incarico per aver collezionato 5 punti nelle prime 12 partite della Allsvenskan 2016. Andersson tuttavia non è riuscito a salvare la squadra dalla retrocessione diretta.
La crisi di risultati del Gefle è continuata anche nel campionato di Superettan. Al termine della 10ª giornata il Gefle stazionava in ultima posizione solitaria, con una sola vittoria in 10 partite. Questa difficile situazione di classifica ha indotto la dirigenza a sollevare Andersson dall'incarico.